# Lijst van Byzantijnse kunstenaars
Hieronder volgt een lijst van kunstenaars uit de Byzantijnse kunst chronologisch gerangschikt, een periode met veel Italiaanse kunstschilders:
- Guido da Siena  13e eeuw Italiaans kunstschilder
- Meester van San Francesco 13e eeuw  Italiaans kunstschilder
- Coppo di Marcovaldo  1225-1274  Italiaans kunstschilder
- Cimabue  1240-1302  Italiaans kunstschilder
- Margaritone d'Arezzo  1250-1290  Italiaans kunstschilder
- Duccio di Buoninsegna  1255-1319  Italiaans kunstschilder
- T'oros Roslin  1256-1268  Armeense kunstenaar
- Meester van het Leven van Johannes de Doper  14e eeuw  Italiaans kunstschilder
- Pietro Lorenzetti  1280-1348  Italiaans kunstschilder
- Ambrogio Lorenzetti  1290-1348  Italiaans kunstschilder
- Lippo Memmi  1290-1347  Italiaans kunstschilder
- Ugolino da Siena  1295-1339  Italiaans kunstschilder
- Pietro da Rimini  1300-1350  Italiaans kunstschilder
- Saint Cecilia Master  1300-1320  Italiaans kunstschilder
- Ugolino di Nerio  1317-1327  Italiaans kunstschilder
- Ugolino Lorenzetti  1320-1360  Italiaans kunstschilder
- Andrea Orcagna  1320-1368  Italiaans kunstschilder
- Francesco Traini  1321-1363  Italiaans kunstschilder
- Tommaso da Modena  1325-1379  Italiaans kunstschilder
- Jacopo di Cione  1330-1398  Italiaans kunstschilder
- Theophanes  1330-1410  Grieks kunstschilder
- Andrea di Vanni d'Andrea  1332-1414  Italiaans kunstschilder
- Paolo Veneziano  1333-1360  Italiaans kunstschilder
- Nardo di Cione  1343-1365  Italiaans kunstschilder
- Barna da Siena  1350  Italiaans kunstschilder
- Lorenzo Veneziano  1356-1372  Italiaans kunstschilder
- Andrej Roebljov  1370-1430  Russisch kunstschilder
- Andreas Ritzos  1422-1492  Grieks kunstschilder
- Dionisii  1440-1510  Russisch kunstschilder